# Naviculavolva
Naviculavolva là một chi ốc biển, là động vật thân mềm chân bụng sống ở biển thuộc họ Ovulidae.

## Các loài
Các loài thuộc chi Naviculavolva bao gồm:
- Naviculavolva deflexa (G.B. Sowerby II, 1848)[2]
- Naviculavolva elegans Fehse, 2009[3]
- Naviculavolva kurziana (Cate, 1976)[4]
- Naviculavolva malaita (Cate, 1976)[5]
- Naviculavolva massierorum (Fehse, 1999)[6]